# Chipknip
Chipknip — голландская система электронных денег, создана в 1996 году.

## Описание системы
Все банковские карты, выпускаемые голландскими банками являются смарт-картами на которые можно загрузить стоимость как с помощью загрузочных станций Chipknip, так и с помощью банкоматов. Все банковские карты являются взаимно совместимыми. Карты системы Chipknip могут использоваться для платежей в паркоматах, магазинах, транспорте и т. д. Для проведения платежа не требуется наличие постоянного канала связи, система работает по принципу off-line. Таким образом система Chipknip обладает дополнительным функционалом по сравнению с платёжными системами используемых в торговле и обязательно требующих наличия постоянного канала связи. Максимальная сумма, которая может хранится на карте Chipknip ограничена, однако является достаточной для расчётов в рознице и на транспорте.
Chipknip создана в 1996 году и использует технологию бельгийской системы электронных денег Proton.
Хранимая на картах Chipknip стоимость не требует ввода PIN-кода: достаточно поднести карту к считывателю в точке платежа, и владелец карты должен подтвердить желание заплатить. Как правило карта используется для оплаты услуг общественного транспорта, парковок, офисных кафетериев и небольших покупок в магазинах.

## Статистика
В 2010 году системой обслужено 178 миллионов транзакций. Согласно статистическим данным начала 2007 года Chipknip вырос на 12 % в 2006 году по сравнению с 2005 и провёл 165 миллионов транзакций. Величина средней транзакции была равна €2.68. Объём транзакций в 1998 году был равен 9 миллионам.